# Адо Гарговић
Адо Гарговић (Будва, 15. јул 1998) црногорски је пливач чија специјалност је пливање слободним стилом.

## Каријера
На међународној сцени дебитовао је током априла месеца 2016. на Балканским јуниорским играма у грчком Волосу где се такмичио у тркама на 100 и 200 слободно и 100 делфин, а најбоље време испливао је у трци на 200 слободно у којој је успео да поправи лични рекорд за чак 8 секунди (са 2:08,70 на 2:00,89 минута). Три месеца касније пливао је и на Европском јунирском првенству на којем је успео да поправи личне рекорде у све три трке слободним стилом (на 50, 100 и 200 метара).
У сениорској конкуренцији дебитовао је на светском првенству у Будимпешти 2017. где се такмичио у тркама на 100 и 200 метара слободним стилом. У квалификацијама трке на 100 слободно испливао је време од 54,89 секунди, спорије од свог личног рекорда, што му је било довољно тек за 84. место у конкуренцији 113 такмичара. На дупло дужој деоници испливао је време од 2:01,07 минута што је било довољно за 68. место у конкуренцији 73 такмичара.
Свој други наступ на светским првенствима, Гарговић је имао на првенству у Квангџуу 2019, где је пливао у квалификацијама спринтерских трка леђним стилом. Прво је у трци на 100 леђно заузео 59. место, а потом и 60. место у квалификацијама трке на 50 леђно.